# Raymond Ier de Toulouse
Pour les articles homonymes, voir Raymond Ier.
Raymond Ier de Toulouse ou de Rouergue (mort vers 865) est un aristocrate franc, comte de Quercy, de Rouergue, puis de Toulouse à l'époque carolingienne, appartenant à la dynastie raimondine.

## Biographie
Né au début du IXe siècle, Raymond est le fils de Foulques de Rouergue, comte de Rouergue, et de Sénégonde, d'origine non connue en l'absence d'acte de filiation, les hypothèses avancées restant onomastiques (peut-être une petite-fille de Guillaume de Gellone, selon Settipani). 
Il est à signaler que Raymond n'est pas mentionné comme comte de Limoges en 841, ou de façon très épisodique par différents auteurs,,.
Il poursuit, avec son frère, le comte de Toulouse Frédolon, la politique de leur père qui depuis 845 s'est rangé du côté de Charles le Chauve contre Pépin II, alors que ce dernier prétend au royaume d'Aquitaine. En 852, Frédolon meurt sans laisser d'héritier mâle et Raymond récupère, avec l'appui de Charles le Chauve, l'ensemble de ses fiefs. Le roi a en effet besoin d'appuis solides en Aquitaine. En octobre 855, le fils de Charles le Chauve, âgé de seulement sept ou huit ans, Charles l'Enfant, est couronné roi d'Aquitaine à Limoges : il s'agit pour Charles le Chauve de s'assurer de la fidélité des seigneurs aquitains qui s'étaient rebellés à la suite de l'emprisonnement du roi Pépin II d'Aquitaine, faisant appel en 853 à Louis le Germanique.
Raymond est le premier comte de Toulouse qui ait fait hommage aux abbés de Figeac ce qui prouve qu'il possédait en même temps le comté de Quercy où cette abbaye est située.
En 862, il fonde au sud du Rouergue le monastère de Vabres. La charte est datée de Paris du 19 de juillet la XXIVe année du règne de Charles. Ce roi, pour contribuer à la fondation de ce nouveau monastère, donna à Raymond quarante livres pesant d'argent. Le comte à son retour de la cour le dota par une charte du 3 novembre de la même année, conjointement avec Bertheiz son épouse, et lui donna diverses terres qu'il avait dans le Rouergue. Le titre de comte que Bernard prend dans sa souscription, nous fait croire qu'il avait déjà succédé à son père, du consentement de Charles le Chauve, ou dans le comté de Rouergue ou dans celui de Quercy.
Les Annales Bertiniani (vol. III, p. 863) indiquent que Humfrid marquis de Gothie d'origine non déterminée semble-t-il bien, grâce à la complicité des Toulousains, chasse de Toulouse le comte Raymond, vers 864. Quelque temps plus tard, Humfrid défend victorieusement Toulouse, face à l'armée de mercenaires Normands de Pépin II d'Aquitaine. 
Nous sommes mal renseignés sur l'attitude de Charles le Chauve qu'absorbaient alors, plus que jamais, les affaires de Lorraine. L'usurpation d'Humfrid dura, de la sorte, plusieurs  mois, mais, par suite peut-être d'un revirement de ceux-là mêmes qui l'avaient soutenu, Humfrid abandonna, en 864, non seulement Toulouse, mais même la Gothie, et, par là se réfugia en Italie. Raymond récupéra Toulouse jusqu'à sa mort en 865 ou 866.

## Mariage et descendance
Raimond épouse une certaine Berthe ou Berteiz décédée après 883, fille d’un Rémy et d’une Arsinde. Il pourrait s'agir de Rémy IV de Reims et d'Arsinde de Ponthieu. De cette union sont issus, d'après la charte de fondation de Vabres, selon Sébastien Fray:
- Bernard  de Rouergue (mort en 872), comte de Toulouse, de Rouergue, de Quercy, (863 - 872), et comte de Carcassonne et de Razès (872) ;
- Fulgald (mort après 883)[5]. Ce personnage ne semble pas lié à Foucher, décédé après 888, vicomte de Limoges, selon la plupart des auteurs[2],[3],[4],[8] ;
- Eudes de Rouergue (vers 832 - 918 ou 919), comte de Rouergue (877 - 918 ou 919) et de Toulouse (886 - 918 ou 919) ;
- Benoît et Airbert/Héribert qui ne feraient qu’un, il apparaît comme étant le frère d’Eudes dans la vente par celui-ci du domaine d’Orbaciacus en Limousin à l’archevêque de Bourges. La comtesse Berteiz cite « Airbert qui fut nommé Benoît qui a consenti à cela », décédé après 883. Selon Foundation for Medieval Genealogy il pourrait d'agir de deux individus distincts[4] ;
- une fille anonyme, mariée à Étienne, comte d'Auvergne[4] ;
- Régilinde mariée à Guillaume, comte de Périgueux et Agen, fils de Vulgrin et sa femme Regelinde d'Autun (cette dernière étant morte en 918, sœur de Guillaume de Toulouse, fille de Bernard de Septimanie et de son épouse Dhuoda[4]) ;
- une troisième fille, à moins qu’il ne s’agisse de la même que l’épouse délaissée d’Étienne d'Auvergne, semble avoir épousé le comte de Pallars Loup, dont le fils et successeur s’appellera Raimond, selon Thierry Strasser[9] ;
- possiblement une fille mariée avec le comte de Bordeaux Amauguin, attesté selon Ferdinand Lot[10] En 886-887, l’acte de vente de la villa d’Orbaciacus par le comte Eudes est souscrit par un Amauguin, parmi les autres souscripteurs de l’acte sont nommés le beau-frère d’Eudes, Guillaume comte de Périgueux et Agen.